# Oleg Ivenko
Oleg Ivenko (oroszul: Олег Ивенко, Harkiv, 1996. augusztus 14. –) ukrán származású balett táncos; a Tatár Állami Akadémiai Operaház és Balettszínház vezető táncosa.

## Életútja
Oleg Ivenko 1996. augusztus 14-én született Harkivban; 2006-ban végzett a harkovi Koreográfiai Iskolában, majd a Belarusz Állami Koreográfiai Főiskolán 2010-ben. 2014-től a Tatár Állami Akadémiai Operaház és Balettszínház vezető táncosa. Nemzetközi ismertséget a Rudolf Nurejev életét feldolgozó The White Crow címszerepe hozta meg számára.

## Fontosabb színpadi szerepei
- Rómeó és Júlia
- Diótörő
- A Hattyúk tava
- Don Quijote

## Filmográfia
- The White Crow – Rudolf Nurejev élete (2018)

## Díjak, elismerések
- Ezüst érem (2011) – berlini TANZOLYMP Nemzetközi Táncfesztivál
- I. díj (2014) – szibériai nemzetközi balettverseny, Krasnojarszk
- Grand Prix (2014) –  V. Nemzetközi Yury Grigorovich Verseny, „Young Ballet of the World”; Szocsi